# المكاحل والمدافع

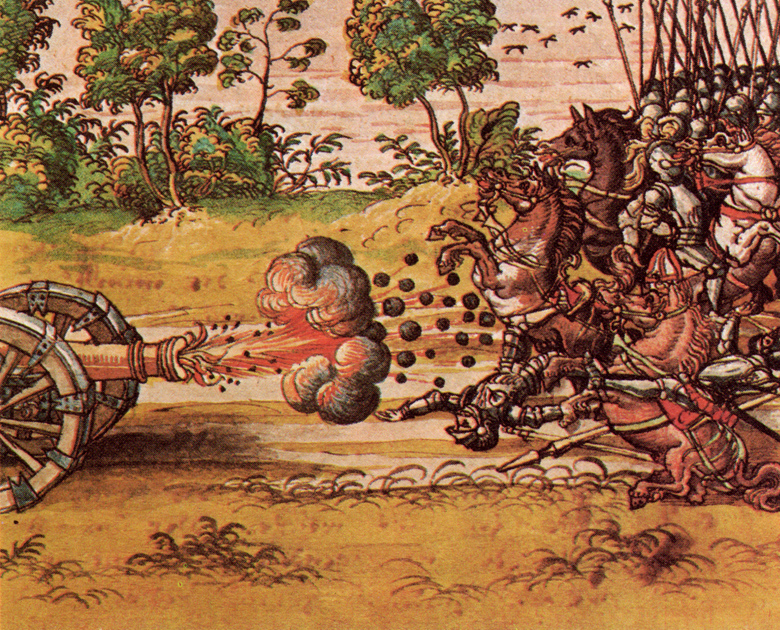
مدفع قديم

المكاحل والمدافع مصطلح مدفع يعني الدفع بقوة، والدفع هو إزالة الشيء بقوة، والمدفع كلمة موصوفة بشدة الدفع، فهو سلاح ناري قاذف يبعث بقذائفه عبر مسافات بعيدة، ويطلق على المدافع في العصر المملوكي مكاحل، ويطلق على المدفع باللغة العثمانية (طوب)، ويصنع المدفع من الحديد أو النحاس والرصاص
معا أو البرونز وفق قواعد علمية وضعت لذلك، ثم يشحن بالبارود لدفع القذائف الحجرية أو الحديدية فتهدم أو تهشم ما تصيبه.
صنع المدفع قديماً وكان عبارة عن آلة دفع المقذوفات التي تشحن بداخله، لغرض فتح الثغرات في أسوار المدن وحصونها، خلال نشوب المعارك للإستيلاء عليها.
وهذا الإختراع جاء نتيجة للإستفادة من إختراع مسحوق البارود. فاستخدم المدفع مرادفاً ومساعداً لآلات قاذفة أخرى كالمقالع والأوتار والمنجنيقات لتخريب وهدم الأسوار والحصون، ورغم بساطة المدفع آنذاك كان اداءه متفوقاً على تلك الأسلحة في قوة التأثير على الهدف، وكذلك المسافة إضافة إلى دقة التصويب وحجم التخريب، فهو يكون أكبر مقارنة بتلك الآلات والتي سرعان ما أندثرت وتلاشت أمام تطور هذا السلاح الجديد.

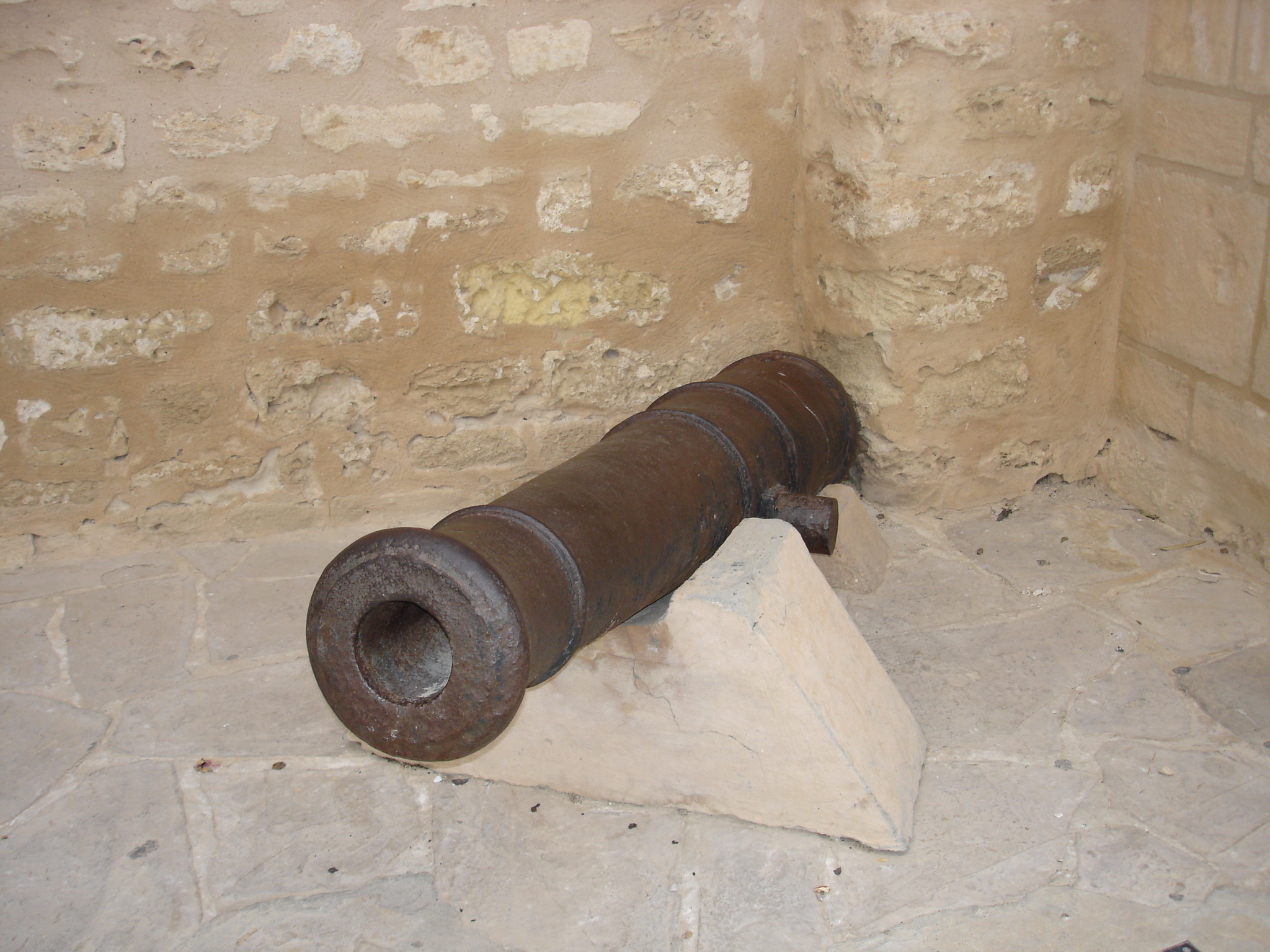
مدفع امام باب رباط المنستير

## التسمية
إن مصطلح مكحلة الوارد في المصادر العلمية والتاريخية جميعها تدل على إنها آلة دفع المقذوفات (المدفع)، وهذه التسمية على الأرجح مصدرها إما من لون مسحوق البارود الأسود الذي يشبه مسحوق كحلة العين، وإما جاءت هذه التسمية من شكل مدفع القدر أو مدفع الفازة (Vase Cannon) للتشابه بينه وبين مكحلة العين.
ان المدفع في بدايته كان يطلق عليه اسم المكحلة، وذلك لوجود أوجه للشبه بين مكحلة العين والمدفع، أما المقذوف فكان يسمى المدفع، لإندفاعه عن المكحلة نحو الهدف. وبقيت التسمية كذلك لفترة طويلة حتى إنعكست فسميت المكحلة مدفعاً، وسمي المدفع المقذوف بالقنبرة أو القنبلة.
ان مسار المقذوف والبعد عن الهدف كانت لها حسابات دقيقة في تقديرها.

## الحشوات
اما الحشوات ففي باديء الأمر استعملوا حزماً من السهام بحشو المدافع تطلق نحو الأعداء، حتى بدأو يصنعون القنابل من الصخور والأحجار الصلدة وذلك بنحتها لتصبح ملائمة مع قياس فوهة المدفع، وبعد ذلك توصلوا إلى سبك القنابل من الحديد وكانت غير مجوفة، وهناك نوع أصغر من القنابل كان يسبك من مادة الرصاص ويطلق عليها اسم البندق واستعمال هذا النوع قد إقتصر على البنادق القصيرة. كانت هناك مدافع تصنع من الخشب، وبعد صنعها من قبل الخراط تدعم بأطواق الحديد، أو يحزمونها بالحبال ويطلونها بالطلاء للمتانة. وكانت الذخيرة تدك فيه بشدة، ويضاف إليها إما بندق، وإما نبل، ثم تشعل، ويكون قياس المدفع مناسباً لثقبه فاذا كان عميقاً أكثر من إتساع الفوهة بدا ناقصاً.
أما أول مادة استعملت كسبيكة لصنع المدافع هي مادة النحاس الأصفر لسهولة انصهارها، وبعدها سبك من صفائح الحديد الصاج فيحمى بالنار وتلصق مع بعضها وتطرق بشدة بصورة فنية وتلحم وبعدها تلف وتحزم بأطواق من الحديد يحمى على هذه الأحزمة بالنار لتتمدد وتلبس على المدفع وتوضع في الأماكن المخصصة لها فأذا بردت إنكمش الحديد وضاقت الأطواق وشدت عليه بقوة. ومن امثلة هذا النوع هناك واحد من هذه المدافع موجود في مدينة (غنت) في بلجيكا صنع عام (1382م)، وبعدها أخذوا يسبكونه من عدة قطع حديدية تربط الواحدة بالأخرى بواسطة اللوالب وكان ذلك سنة (1468م) ولا يزال واحداً منها موجود في مدينة (وولوتش) في إنجلترا، واخيراً تم سبكه من قطعة حديد واحدة.

## العمل
أما عمله فبداية كان بوضع الفتيل الموصل إلى البارود بفوهته فيحترق البارود فينطلق المقذوف.ثم بعد ذلك عملوا ثقبآ بمؤخرة المدفع والتي يوضع فيها قليل من البارود ويكوى فينطلق المقذوف.
وفي سنة (1520م) جعلوا باطنها محوزق بشكل مستطيلات ومن ثم جعلوا هذه الحزوق فيما بعد على شكل لولبي لتزيد من قوة دفعه للمقذوف وفي عهد السلطان العثماني محمد الفاتح تحسن سبك المدفع كثيرآ خاصة بعد احتلاله مدينة القسطنطينية سنة (1453م).

## تاريخ الاختراع
ان المدفع لم يكن تاريخ إختراعه معلوماً، ولكن يبدوا ان العرب كانت لهم الأسبقية في إستعماله حسب النصوص التاريخية الموثقة. فهذا المستشرق الاسباني خوسيه أنطونيو كوندي يذكر ان أهل مراكش قد استخدموا الاسلحة النارية في محاربتهم لسرقوسة وهجومهم عليها عام (1118م).

اما ابن خلدون فيذكر في تاريخه ان أبا يوسف سلطان مراكش نازل سجلماسة وفتحها سنة (1273م)، ونصب عليها آلات الحصار من المناجيق والعرادات وهندام النفط القاذف بحصى الحديد ينبث من خزانة أمام النار الموقدة بالبارود بطبيعة غريبة. وان هندام النفط يعني بها المدافع كما ذكر (رينهارت دوزي) في معجمه.
وكذلك ماجاء في كتاب الإحاطة في وصف ما قام به خليفة غرناطة إسماعيل بن فرج عند محاصرته حصن أشكر الشجى الذي يعرف باسم (أويسكار) عام (1323م) حيث قال: ورمى بالالة العظمى المتخذة بالنفط كرة حديد محماة طاق البرج فإندفعت يتطاير شررها وإستقرت بين محصوريه فعاثت عياث الصواعق السماوية.
اما ابن إياس فقد ذكر في تاريخه لحوادث (753ه‍ -1352م) فقال: ان نائب قلعة دمشق حصَّن القلعة تحصيناً عظيماً وركَّب عليها المكاحل بالمدافع.
وذكر القلقشندي في كتابه صبح الأعشى: ومنها مكاحل البارود هي المدافع التي يرمى عنها بالنفط فبعضها يرمى عنه بأسهم عظام وبعضها يرمى عنه ببندق من حديد وقد رأيت في الإسكندرية أيام الدولة الاشرفية على عهد السلطان شعبان بن حسن(746-778 ه‍/ 1363-1377م) مدفعاً قد صنع من نحاس ورصاص وقيد بأطراف الحديد رمى عنه من الميدان ببندقة عظيمة محماة فأندفعت من بحر السلسلة خارج باب البحر وهي مسافة بعيدة.
وعندما حدثت الفتنة بين السلطان شعبان بن حسين المذكور والأتابكي(بليغ) سنة (1365م) قال ابن إياس: فأخذا يتراميان بالنشاب ومكاحل النفط.
وقال: ثم انهم رموا بالمكحلة المسماة بالمجنونة على من في مدرسة السلطان حسن فخرق المدفع شباك المدرسة ودخل فقتل ثلاثة أنفار من المماليك.
والجدير بالذكر ان الألمان استعملوا المدافع عام (1331م) في حصارهم لمدينة (اسفيدال) الإيطالية.
اما إدوارد الثالث ملك إنجلترا فكان له عام (1344م) اثنى عشر جندياً من رماة المدفعية، وفي معركة كريسي التي وقعت عام(1346م) حيث جاء الإنجليز بمدافعهم إلى أرض المعركة لأول مرة في تأريخهم العسكري.
ومن كل هذا يتبين لنا ان المدافع قد أُستعملت في أوائل القرن السادس الهجري (الثاني عشر الميلادي) وان العرب أول من إستعملها حتى وصلت إلى حالها اليوم وبذلك فقد إندثرت المدافع والمكاحل وبقي منها القليل يعرض في خزانات السلاح في متاحف الدول لتحكي تاريخها ودورها في هدم الحصون والأسوار والتي هي الأخرى لم يبقى منها الا أطلالها للذكرى، وأصبح دور هذه المدافع يقتصر إستعمالها في بعض البلدان في تزيين بوابات ومسارات دوائر الدولة فيها، وفي بلدان أخرى تستخدم في المناسبات الدينية كالإعلان عن أيام الأعياد ومواعيد الإفطار في شهر رمضان عند المسلمين.